# Bishopsworth
Bishopsworth är en stadsdel i Bristol i England. Stadsdelen hade 12 274 invånare år 2021. Bishopsworth var en civil parish 1894–1951 när blev den en del av Bristol, Long Ashton och Dundry. Civil parish hade 1 866 invånare år 1931. Byn nämndes i Domedagsboken (Domesday Book) år 1086, och kallades då Bicheurde/Biscopewrde.